# Resolució 543 del Consell de Seguretat de les Nacions Unides
La Resolució 543 del Consell de Seguretat de les Nacions Unides, aprovada per unanimitat el 29 de novembre de 1983, és una legislació que va considerar l'informe presentat pel Secretari General de les Nacions Unides sobre el tema de la Força de les Nacions Unides d'Observació de la Separació. El Consell va observar els seus esforços per establir una pau duradora i justa a l'Orient Mitjà, però també va expressar la seva preocupació per l'estat actual de la tensió militar que es manifestava a la zona.
La resolució va demanar a les parts implicades que implementessin de manera immediata la resolució 338 (1973), va renovar el mandat de la Força d'Observadors durant uns altres sis mesos fins al 31 de maig de 1984 i va demanar al Secretari General que enviés un informe sobre la situació al final d'aquest període.